# Ипателе (Јаши)
Ипателе (рум. Ipatele) насеље је у Румунији у округу Јаши у општини Ипателе. Oпштина се налази на надморској висини од 214 m.

## Становништво
Према подацима из 2002. године у насељу је живело 2078 становника, од којих су сви румунске националности.

### Хронологија
| Година       | 1992 | 1993 | 1994 | 1995 | 1996 | 1997 | 1998 | 1999 | 2000 | 2001 | 2002 | 2003 | 2004 | 2005 | 2006 | 2007 | 2008 | 2009 | 2010 | 2011 | 2012 | 2013 | 2014 | 2015 | 2016 | 2017 |
| ------------ | ---- | ---- | ---- | ---- | ---- | ---- | ---- | ---- | ---- | ---- | ---- | ---- | ---- | ---- | ---- | ---- | ---- | ---- | ---- | ---- | ---- | ---- | ---- | ---- | ---- | ---- |
| Становништво | 2092 | 2043 | 2032 | 2008 | 2039 | 2011 | 2041 | 2052 | 2061 | 2051 | 2040 | 2030 | 2017 | 2013 | 2017 | 1994 | 1982 | 1985 | 1951 | 1908 | 1900 | 1881 | 1851 | 1842 | 1809 | 1760 |